# Cyriel Dessers
Cyriel Dessers (* 8. Dezember 1994 in Tongern) ist ein nigerianisch-belgischer Fußballspieler. Der Stürmer steht bei den Glasgow Rangers unter Vertrag und ist nigerianischer A-Nationalspieler.

## Karriere

### Verein
Dessers wuchs in Vechmaal bei Heers in der Provinz Limburg auf und wurde unter anderem beim SK Tongeren sowie bei der VV St. Truiden und bei Oud-Heverlee Löwen (niederl.: Oud-Heverlee Leuven) ausgebildet; als Siebenjähriger war er zuvor in einem Probetraining bei seinem Lieblingsverein KRC Genk gescheitert. Zur Winterpause der Saison 2013/14 rückte der 19-Jährige in den Profikader Leuvens auf und setzte sich mit dem Verein in der Abstiegsrelegation gegen die RAEC Mons durch.
Im Anschluss wurde er zur Spielzeit 2014/15 an den Ligakonkurrenten Sporting Lokeren verkauft. Mit Sporting gelangte Dessers gleich bis in die Gruppenphase der Europa League, wo man als Dritter ausschied. Er absolvierte in zwei Jahren 40 Pflichtspiele, traf jedoch lediglich siebenmal und bereitete zwei weitere Treffer vor.
In der zweiten niederländischen Liga konnte sich der Belgier nach seinem Wechsel im Sommer 2016 auf Anhieb bei der NAC Breda durchsetzen. Als Stammspieler kam der Angreifer für den Verein auf 29 Tore sowie dreizehn Vorlagen in 40 Pflichtspielen und hatte so einen erheblichen Anteil am Aufstieg in die Eredivisie.
Der künftige Erstligagegner FC Utrecht verpflichtete den Stürmer jedoch noch vor Saisonbeginn und stattete ihn mit einem bis Juni 2020 gültigen Arbeitspapier aus. Mit Utrecht scheiterte Dessers in der Europa-League-Qualifikation an Zenit St. Petersburg. Am Spielzeitende wurde er mit der Mannschaft Tabellenfünfter und schoss in 32 Ligaspielen neun Tore. Zu Beginn der Rückrunde 2018/19 zog sich der Angreifer einen Innenbandriss am Knie zu und konnte erst kurz vor Saisonende wieder für die Mannschaft aktiv werden.
Im Sommer 2019 folgte ein erneuter Wechsel innerhalb der Eredivisie, diesmal zum Vorjahressiebten Heracles Almelo, bei dem Dessers einen Dreijahresvertrag erhielt. Die Saison, die nach dem 26. Spieltag aufgrund der COVID-19-Pandemie vorzeitig beendet wurde, beendete Heracles auf dem achten Rang. Dessers erzielte gemeinsam mit Steven Berghuis jeweils 15 Saisontore, der Ligaverband kürte jedoch keinen Torschützenkönig. Im Anschluss kehrte der Stürmer in die erste belgische Liga zurück und unterschrieb einen Vierjahresvertrag bei seinem „Herzensklub“ KRC Genk.
In der Saison 2020/21 bestritt er 32 von 40 möglichen Ligaspielen für Genk, in denen er sieben Tore schoss. Mit zwei Pokalspielen und zwei Toren war er am Pokalsieg des KRC Genk beteiligt. In der neuen Saison wurde, nachdem Dessers drei Ligaspiele für Genk absolviert hatte, Ende August 2021 direkt vor Ende des Transferfensters eine Ausleihe bis zum Ende der Saison mit anschließender Kaufoption an den niederländischen Erstligisten Feyenoord Rotterdam vollzogen.
Der Stürmer bestritt 27 von 31 möglichen Ligaspielen für Feyenoord, in denen er neun Tore schoss, ein Pokalspiel mit einem Tor sowie alle 13 Conference-League-Spiele mit zehn Torerfolgen. Dabei wurde in der Conference League das Finale erreicht, das allerdings gegen die AS Rom verloren ging. Anfang Juni 2022 erklärte Feyenoord, die Kaufoption nicht gezogen zu haben.
Nachdem er in der Saison 2022/23 damit zunächst wieder zum Kader von Genk gehört hatte und in den ersten drei Ligaspielen eingesetzt worden war, wechselte er Mitte August 2022 zum Aufsteiger in die italienische Serie A US Cremonese. Nachdem der Verein nach einem Jahr in der Serie A wieder abgestiegen war, wechselte Dessers im Juli 2023 für eine Ablösesumme zu den Glasgow Rangers nach Schottland. Dessers wurde in der Saison 2024/25 mit 18 erzielten Toren Torschützenkönig in Schottland und erzielte in dieser Spielzeit in insgesamt 54 Einsätzen in allen Wettbewerben 29 Tore.

### Nationalmannschaft
Nationaltrainer Gernot Rohr nominierte den Angreifer Anfang März 2020 Qualifikationsspiel der A-Auswahl Nigerias zum Afrika-Cup 2022 gegen Sierra Leone. Das Spiel hätte ursprünglich Ende des Monats stattfinden sollen, musste aber aufgrund der COVID-19-Pandemie verlegt werden. Bei einem im Oktober 2020 ausgetragenen Freundschaftsspiel gegen Tunesien stand Dessers dann nach einer Einwechslung erstmals für das Land auf dem Feld.

## Erfolge
NAC Breda
- Meister der Eerste Divisie und Aufstieg in die Eredivisie: 2017

KRC Genk
- Belgischer Pokalsieger: 2020/21

Feyenoord Rotterdam
- UEFA-Europa-Conference-League-Finalist: 2022
- Torschützenkönig der UEFA Europa Conference League 2022 mit 10 Treffern

## Persönliches
Dessers‘ Vater ist Belgier, seine Mutter Nigerianerin.
Ein zweijähriges Studium der Rechtswissenschaften an der Katholieke Universiteit Leuven beendete Dessers mit 20 Jahren vorzeitig zugunsten seiner Profikarriere.